# Списак прекршајних судова Републике Србије
Списак прекршајних судова Републике Србије:
1. Прекршајни суд у Аранђеловцу за територију општина Аранђеловац и Топола, са одељењем суда у Тополи
2. Прекршајни суд у Бачкој Паланци, за територију општина Бач, Бачка Паланка и Бачки Петровац, са одељењем суда у Бачу и Бачком Петровцу
3. Прекршајни суд у Београду, за територију градских општина Барајево, Вождовац, Врачар, Гроцка, Звездара, Земун, Нови Београд, Палилула, Раковица, Савски венац, Стари град, Сурчин и Чукарица, са одељењима суда у Барајеву и Гроцкој
4. Прекршајни суд у Бечеју, за територију општина Бечеј, Жабаљ, Србобран и Темерин, са одељењима суда у Жабљу, Србобрану и Темерину
5. Прекршајни суд у Ваљеву, за територију општина Лајковац, Љиг, Мионица, Осечина и Уб и за град Ваљево, са одељењима суда у Лајковцу, Љигу, Мионици, Осечини и Убу
6. Прекршајни суд у Врању, за територију општина Босилеград, Бујановац, Владичин Хан, Сурдулица и Трговиште и за град Врање, са одељењима суда у Бујановцу, Владичином Хану и Сурдулици
7. Прекршајни суд у Вршцу, за територију општина Бела Црква, Вршац и Пландиште, са одељењима суда у Белој Цркви и Пландишту
8. Прекршајни суд у Горњем Милановцу, за територију општине Горњи Милановац
9. Прекршајни суд у Зајечару, за територију општина Бољевац, Бор, Књажевац и Сокобања и за град Зајечар, са одељењима суда у Бољевцу, Бору, Књажевцу и Сокобањи
10. Прекршајни суд у Зрењанину, за територију општина Житиште, Нови Бечеј и Сечањ и за град Зрењанин, са одељењима суда у Житишту, Новом Бечеју и Сечњу
11. Прекршајни суд у Јагодини, за територију општина Деспотовац, Рековац, Свилајнац и Ћуприја и за град Јагодину, са одељењима суда у Деспотовцу, Свилајнцу и Ћуприји
12. Прекршајни суд у Кикинди, за територију општина Кикинда, Нова Црња и Нови Кнежевац, са одељењима суда у Новој Црњи и Новом Кнежевцу
13. Прекршајни суд у Крагујевцу, за територију општина Баточина, Кнић, Лапово и Рача и за град Крагујевац, са одељењима суда у Баточини, Книћу и Рачи
14. Прекршајни суд у Краљеву, за територију општине Врњачка Бања и за град Краљево, са одељењем суда у Врњачкој Бањи
15. Прекршајни суд у Крушевцу, за територију општина Александровац, Брус, Варварин и Ћићевац и за град Крушевац, са одељењима суда у Александровцу, Брусу, Варварину и Ћићевцу
16. Прекршајни суд у Лазаревцу, за територију градске општине Лазаревац
17. Прекршајни суд у Лесковцу, за територију општина Бојник, Власотинце, Лебане, Медвеђа и Црна Трава и за град Лесковац, са одељењима суда у Бојнику, Власотинцу, Лебану и Медвеђи
18. Прекршајни суд у Лозници, за територију општина Крупањ, Љубовија и Мали Зворник и за град Лозницу, са одељењима суда у Крупњу, Љубовији и Малом Зворнику
19. Прекршајни суд у Младеновцу, за територију градских општина Младеновац и Сопот, са одељењем суда у Сопоту
20. Прекршајни суд у Неготину, за територију општина Кладово, Мајданпек и Неготин, са одељењима суда у Кладову и Мајданпеку
21. Прекршајни суд у Нишу, за територију општина Алексинац, Гаџин Хан, Дољевац, Житорађа, Мерошина, Ражањ и Сврљиг и за град Ниш, са одељењима суда у Алексинцу, Дољевцу, Житорађи, Мерошини, Ражњу и Сврљигу
22. Прекршајни суд у Новом Пазару, за територију општине Тутин и за град Нови Пазар, са одељењем суда у Тутину
23. Прекршајни суд у Новом Саду, за територију општина Беочин, Врбас, Сремски Карловци и Тител и за град Нови Сад, са одељењима суда у Беочину, Врбасу и Тителу
24. Прекршајни суд у Обреновцу, за територију градске општине Обреновац
25. Прекршајни суд у Панчеву, за територију општина Алибунар, Ковачица, Ковин и Опово и за град Панчево, са одељењима суда у Алибунару, Ковачици, Ковину и Опову
26. Прекршајни суд у Параћину, за територију општине Параћин
27. Прекршајни суд у Пироту, за територију општина Бабушница, Бела Паланка, Димитровград и Пирот, са одељењима суда у Белој Паланци и Димитровграду
28. Прекршајни суд у Пожаревцу, за територију општина Велико Градиште, Голубац, Жабари, Жагубица, Кучево, Мало Црниће и Петровац на Млави и за град Пожаревац, са одељењима суда у Великом Градишту, Голупцу, Жабарима, Жагубици, Кучеву, Малом Црнићу и Петровцу на Млави
29. Прекршајни суд у Пожеги, за територију општина Ариље, Ивањица, Косјерић и Пожега, са одељењима суда у Ариљу, Ивањици и Косјерићу
30. Прекршајни суд у Прешеву, за територију општине Прешево
31. Прекршајни суд у Пријепољу, за територију општина Нова Варош, Прибој и Пријепоље, са одељењима суда у Новој Вароши и Прибоју
32. Прекршајни суд у Прокупљу, за територију општина Блаце, Куршумлија и Прокупље, са одељењима суда у Блацу и Куршумлији
33. Прекршајни суд у Рашки, за територију општине Рашка
34. Прекршајни суд у Руми, за територију општина Инђија, Ириг, Пећинци, Рума и Стара Пазова, са одељењима суда у Инђији, Иригу, Пећинцима и Старој Пазови
35. Прекршајни суд у Сенти, за територију општина Ада, Кањижа, Сента и Чока, са одељењима суда у Ади, Кањижи и Чоки
36. Прекршајни суд у Сјеници, за територију општине Сјеница
37. Прекршајни суд у Смедереву, за територију општина Велика Плана и Смедеревска Паланка и за град Смедерево, са одељењима суда у Великој Плани и Смедеревској Паланци
38. Прекршајни суд у Сомбору, за територију општина Апатин, Кула и Оџаци и за град Сомбор, са одељењима суда у Апатину, Кули и Оџацима
39. Прекршајни суд у Сремској Митровици, за територију општине Шид и за град Сремску Митровицу, са одељењем суда у Шиду
40. Прекршајни суд у Суботици, за територију општина Бачка Топола и Мали Иђош и за град Суботицу, са одељењима суда у Бачкој Тополи и Малом Иђошу
41. Прекршајни суд у Трстенику, за територију општине Трстеник
42. Прекршајни суд у Ужицу, за територију општина Бајина Башта и Чајетина и за град Ужице, са одељењима суда у Бајиној Башти и Чајетини
43. Прекршајни суд у Чачку, за територију општине Лучани и за град Чачак, са одељењем суда у Гучи, за територију општине Лучани
44. Прекршајни суд у Шапцу, за територију општина Богатић, Владимирци и Коцељева и за град Шабац, са одељењима суда у Богатићу, Владимирцима и Коцељеви